# (69977) Saurodonati
(69977) Saurodonati est un astéroïde de la ceinture principale.

## Description
(69977) Saurodonati est un astéroïde de la ceinture principale. Il fut découvert le 28 novembre 1998 à Monte Agliale par Emiliano Mazzoni et Massimo Ziboli. Il présente une orbite caractérisée par un demi-grand axe de 3,17 UA, une excentricité de 0,17 et une inclinaison de 4,4° par rapport à l'écliptique.

## Compléments